# Un poco de tu sangre
Un poco de tu sangre (Some of your blood) es una novela corta de vampiros escrita en 1961 por el autor Theodore Sturgeon. Es uno de los pocos relatos extensos de este autor, en el que introduce el vampirismo a través de la perspectiva de la psiquiatría.

## Sinopsis
George Smith, un soldado, ha sido apartado del servicio y analizado psicológicamente por el ejército para descubrir los motivos que le llevaron a actuar violentamente contra un oficial. El psicólogo le pide que narre su propia historia en tercera persona, lo que comienza el relato en sí en el que George narra su infancia.
El relato comienza con un prólogo dirigido directamente al lector, informando que "Conoces el camino. Tienes la clave. Es tu privilegio" y que la historia es ficticia. El letor es remitido a la dirección del Dr. Philip Outerbridge e instruido para que examine uno de sus archivos. El prólogo termina insistiendo en que se trata de un relato ficticio.
A continuación se presenta el contenido del archivo. En mitad de la guerra, "o algo muy parecido", un soldado estadounidense, conocido con el nombre de "George Smith" (aunque posteriormente resulta que su nombre es Bela) es apartado del servicio y transferido a la clínica psiquiátrica del Dr. Outerbrigde. El coronel Williams afirma que Smith es un hombre psicótico y peligroso, que agredió al mayor. Gracias a la burocracia y a la desorganización general, Smith ha permanecido en custodia durante mucho tiempo y Williams quiere que sea procesado cuanto antes. El Dr. Outerbridge proporciona a Smith bolígrafo y papel y le pide que escriba la historia de su vida en tercera persona para hacerla más objetiva.
La autobiografía de Smith conforma la mitad del relato y describe su miserable y violenta infancia rural como hijo del borracho del pueblo. Para escapar de su hogar, Smith se dedicaba a cazar en los bosques. También comenzó una relación sexual con una chica llamada Anna, y ayudó a mantener a su familia robando en un supermercado. Finalmente, fue arrestado y enviado a un reformatorio, lo que para él fue una liberación de la miseria debido a la higiene y el orden del lugar frente a su hogar. Smith también relata la muerte de sus padres y su crisis personal debido al embarazo de Anna, que le llevó a alistarse en el ejército, pero debido a los remordimientos terminó escribiendo una carta a Anna. El mayor de su escuadrón leyó la carta, lo que llevó a Smith a agredirle.
El resto del libro consiste en documentos relacionados con el tratamiento del Dr. Outerbridge sobre su paciente, incluyendo sus sesiones de terapia, en las que utiliza hipnosis y la correspondencia entre el doctor y el impaciente coronel Williams. Presionado por el tiempo, el Dr. Outerbridge se enfrenta a Smith con los resultados de sus análisis -George Smith es un vampiro no sobrenatural, que bebe sangre en momentos de crisis emocional, de ahí su compulsión por cazar. Williams envía a una enfermera, Lucy Quigley, a investigar el pasado de Smith, y confirma el diagnóstico del Dr. Outerbridge.
El relato concluye con una recomendación al lector para que cierre el archivo y se ofrecen varios finales para la historia, incluyendo el matrimonio entre el Dr. Outerbridge y Lucy Quigley y las posibilidades de cura, confinamiento y muerte para George Smith. La conclusión es "Harías mejor en dejar el archivo en su sitio y marcharte. Si el Dr. Outerbridge vuelve de repente, tendrás que admitir que es real con todo esto. ¿Y no querrás que eso ocurra, verdad?"